# Мухаммед Тайбуга
Мухаммед Тайбуга (Махмет) (?—1502) — тайбугинский мурза Сибири, правитель Сибирского ханства в 1495—1502 гг.

## Правление
Возглавил мятеж сибирских улусбеков против Ибака, провозгласил себя правителем.
В 1495 году тайбугин Мухаммед Тайбуга (Махмет) разгромил Тюменское ханство и убил шибанида хана Ибака. После чего столица была перенесена в Кашлык, а ханство стало называться Сибирским. Его правителями стала княжеская династия Тайбугинов.

## Биография
Ниже в Есиповской летописи мы встречаем, что Мухамед (Тайбуга) именуется ЦАРЕМ (ханом): «…живяше в нем царь лета многа и умре. И оттоле [пресечеся] царство на реце [Ишиме]»: «[По нем же] княжил сын его Ходжа, по сем Ходжин сын Мар. [Маровы дети Адер и] Ябалак. Князь же Мар женат был на сестре ка[за]нского царя Упака. [Сей же казанский царь] Упак зятя своего Мара уби и градом облада, и владе много лет. Маровы же дети Ядер и Ябалак умре своею смертью. По сем Ядеров сын Мамет казанского царя уби Упака и град свой Чингиден разруши, и отиде оттуду внутрь Сибирския земли, и постави себе град на реке Иртише, и назва его град Сибирь, сий рече началний. И живяше в нем царь лета многа и умре. И оттоле [пресечеся] царство на реце [Ишиме]» . Есипов об образовании города Сибирь и Сибирского ханства: «Глава третья. О Сибири, чесо ради наречеся Сибирь вся страна сия. Да егда убо Мамет казанского царя победи и повеле поставити град сего ради, яко царя победи, храбрость свою показуя, и повеле началним градом звати его. Оттоле ж и вся страна сия прозвася Сибирь. Гради [же] сибирстии имянуеми кииждо их по смотрению и по прилучию, [и по древнему] имянованию; общею же Сибирь имянуетца, яко же и Римская страна Италия нарицаетца от Итала некоего, обладавъшаго странами вечерьними, яко ж свидетелствует кронника латынская. Гради же всеа Римския я страны разньство имян имеют, опще же Италия нарицаетъся. Прежде же сего како сия нарицашеся, не вем, понеже отнеле же град Сибирь создан, много лет преиде, испытати не возмогох. Прежде бо живяше чюдь по всей Сибирстей земли, а как[о], нарицашеся, того в память никому не вниде, ни писания обретох» . 
В Лихачевской редакции Сибирских летописей мы читаем следующее: «Река же, глаголемая Имтиш, вниде устьем своим в реку Иртиш. На сей ж реце и там бе цар имянем Моамеон, Моаметова закона. И воста на него его же державы от простых людей именем Чинг[и]с, и пришед на него, яко разбойник, с протчими вой, и уби царя Она, и царство сам Чингис приемлет. Некто ж от слуг того царя Она соблюде царя от убиения сына царева, ему ж имя Тайбуга. По неколицем же времени уведанно ж бысть царю Чингису про царевича Тайбугу, яко сын есть жив царя Она, и приемлет его к себе с великою честию, дарует же ему и княжение и власть в людях. По сем же поживе малое время князь Тайбуга и прося у царя отпущения; идеже хощет, тамо живет. Цар же отпусти его со многими вой, и поиде по реце Имтишю, идеже живяще чюдь. Князь же Тайбуга шед и многая плени и царю покори по реце Иртишю и по великой Оби живу щих тамо, и оттоле возвратися с радостию ко царю. Цар же, уведав, яко покори ему бог многие языки, и дани на них возложи, и оттоле наипаче ему честь дарует, но и [д]щерь свою даде за него в жену. Не по мнозе же времени нача Тайбуга з женою своею у царя просити отпущения, идеже хощет, тамо водворитса да живет. Цар же их с радостию отпусти, где хощет, да пребывает. Изыде же князь Тайбуга со всем домом своим на реку Туру и тамо созда себе град зело предивен, и на рече его Чингис, а ныне на том месте стоит град Тюмень. Жит же князь Тайбуга во граде сем многие лета, и цар Чингис умре бездетен, толко имел единую дщерь. И по смерти своей цар приказал все свое имение зятю своему и дочере, и оттоле на реке Имтише царство пременилося» [2, с. 119]. Здесь мы видим, что Тайбуга женился на дочери Чингис-хана и стал Гурганом. Далее, в Забелинской редакции мы видим, что Чингис-хан дает ему в правлении Улус: «По неколицех же летех уведано бысть царю Чингину про Тайбугу, яко есть жив сын царя Она, и приемлет его царь Чингий с великою честию и дары великими почти его, Тайбугу царевича, и дарует ему княжение и власть велию в людех» .  